# NGC 3476
NGC 3476 este o galaxie eliptică situată în constelația Leul. A fost descoperită în 25 martie 1865 de către Albert Marth.